# Ny Aquarii
Ny Aquarii (ν Aquarii, förkortat Ny Aqr, ν Aqr) som är stjärnans Bayerbeteckning, är en ensam stjärna belägen i den sydvästra delen av stjärnbilden Vattumannen. Den har en skenbar magnitud på 4,52 och är synlig för blotta ögat där ljusföroreningar ej förekommer. Baserat på parallaxmätning inom Hipparcosuppdraget på ca 20,5 mas, beräknas den befinna sig på ett avstånd på ca 159 ljusår (ca 49 parsek) från solen.

## Nomenklatur
Ny Aquarii tillsammans med My Aquarii, kommer från det arabiska al-bula can (ألبولعان), som betyder "de två sväljarna". Den var, tillsammans med Epsilon Aquarii (albāli') och My Aquarii, Al Bula' (البلع), vilket betyder "sväljaren".

## Egenskaper
Ny Aquarii är en gul till vit jättestjärna av spektralklass G8 III. Den har en massa som är ca 2,4 gånger större än solens massa, en radie som är ca 8 gånger större än solens och utsänder från dess fotosfär ca 37 gånger mera energi än solen vid en effektiv temperatur av ca 4 900 K.